# Internetes enciklopédia
Az internetes enciklopédia egy olyan enciklopédia, ami elsősorban a világháló számára jött létre és azon keresztül érhető el. A legnagyobb internetes enciklopédia jelenleg a Wikipédia.

## Kezdemények

### Citizendium
A Wikipédiától annyiban tér el, hogy nem engedélyezi az anonim, regisztráció nélküli, vagy az álnéven történő szerkesztéseket. A témában járatos szakértőknek kiemelt szerepkörük van. A lapoknak két változata van, egy a közösség által jóváhagyott és egy nyers, nem teljesen kész munkaváltozat. A célja, hogy némi szakértői támogatással hozzon létre hiteles cikkeket. A projekt elődje az ún. Nupedia volt.

### Conservapedia
Konzervatív szellemiségű amerikai internetes lexikon. Feladatának tekinti, hogy a liberális szemlélettel ellentétben a keresztényi elveknek megfelelően gyűjtsön adatokat. Andy Schlafly ügyvéd alapította, aki kifogásolta a Wikipédia szellemét és felépítését is. A Wikipédiának ez az első versenytársa, ami nem ért egyet az enciklopédia módszereivel.[forrás?]

### Consumerium
A fogyasztókat látta el termékinformációkkal, hogy növelje erejüket a piacgazdaságban. 2006 novemberében bezárt, vandalizmusra hivatkozva.

### Enciclopedia Libre
Teljes nevén Enciclopedia Libre Universal en Español spanyol nyelvű internetes enciklopédia, amely spanyolországi szerveren üzemel. A spanyol Wikipédia szerkesztői alapították, akik úgy döntöttek egy másik, önálló projektet indítanak el. 2002-ben jött létre a Sevillai Egyetem támogatásával és több cikket is átmentett a Wikipédiából. Ugyanúgy önkéntesen szerkeszthető.

### Everything2
Önkéntes szerkesztésű online közösség és adatbázis. A Wikipédiától több eltérést mutat: kötetlenebb, kevésbé köti magát a lexikonformához és -tartalomhoz (a szerzők pl. aláírják a cikkeket, a cikkek pedig szubjektívebb hangvételűek, egy témáról gyakran több cikk is olvasható). Bár hivatalos tartalmi irányelve nincs, a cikkeket bizonyos mértékben moderálja a közösség a minőség érdekében.

### H2G2
Az enciklopédia alkalmanként szellemes cikkeket gyűjt. Saját jellemzése szerint nem ragaszkodik konvenciókhoz, kötöttségekhez, útmutatót ad az élethez és a világegyetemhez. 1999-ben hozta létre Douglas Adams Galaxis útikalauz stopposoknak ötlete alapján. A tartalmát bejegyzett kutatók írják.

### Interpedia
Az interpediát Rick Gates hozta létre. Ezen az oldal engedélyezi, hogy bárki hozzájárulhasson a szerkesztéséhez, viszont annyival bürokratikusabb, hogy az írt cikket előtte elbírálásra be kell mutatni a főszerkesztőknek, s ha jóváhagyják, akkor megjelenik az oldalon.

### Knol
A Google által létrehozott projekt, amelyben bármilyen témában szerkeszthetnek önkéntesek, de csakis valós néven, mások cikkeibe pedig nem javíthatnak bele.

### Metapedia
„Nemzeti érzelmű enciklopédia” önmeghatározást használó internetes oldal, amely a kultúra, művészetek, tudományok, filozófia, történelem és politika témakörében tartalmaz nemzetiszocialista szemléletű szócikkeket. A Svédországból indult, azóta többnyelvűvé lett oldalt a túlfűtött, ám ideológiailag zavaros sovinizmus jellemzi. Noha magyar nemzeti érzelműnek hirdeti magát, jellemző rá az idegen (főleg német eredetű) szélsőséges közlések kritikátlan átvétele, és általában a német-imádat. A Metapedia magyar változata neonáci eszméket vall, gyűlöletkeltő, uszító. Ugyanezen tartalmú információi gyakran elavultak, elfogultak, emellett zsidógyűlölet, cigánygyűlölet, rasszizmus, holokauszttagadás, heves Oroszország- és Izrael-ellenesség egyaránt jellemzi.

### TVTropes
Filmekben, sorozatokban, regényekben és egyéb történetekben szereplő vándormotívumokat, toposzokat gyűjtő szellemes, könnyed hangvételű, szabadon szerkeszthető, többnyelvű wiki. Magyar változatának elkészítése 2010 elején kezdődött meg.

### SourceWatch
Propaganda-ellenes célzatú enciklopédia, olyan cégeket igyekszik összegyűjteni, melyek a közvéleményt próbálnak befolyásolni, olykor kormányok megbízásából. Az oldalt egy aktivista amerikai csoport, a Center for Media and Democracy (CMD) szponzorálja, amely politikai és környezetvédelmi akciókban vesz részt. Korábban Desinfopedia néven üzemelt.

### SWDB
Az angol nyelvű oldal a mára kultuszműfajjá vált olasz vadnyugati filmeket (népszerűbb nevén a spagettiwesterneket) igyekszik összegyűjteni. Az oldal önkéntesen szerkeszthető, de kizárólag a spagettiwesternekről és az azzal kapcsolatos témákról szólhat.

### Unciklopedia
Az Unciklopédia a Wikipédia paródiája. Az oldal önkéntesen szerkeszthető, célja csupán humoros, fiktív cikkeket írni, amelyek elsődlegesen a szórakoztatást szolgálják.

### Veropedia
A Veropedia projektet 2007 januárjában hozták létre. Az oldal olyan tartalmat ment át a Wikipédiáról, amelyet kifogástalan minőségűnek és megbízhatónak talál. A problémásabb Wikipédia-cikkek erőteljes javítását is szorgalmazza, s ehhez a Veropedia szerkesztői is hozzájárulnak.

### WikiLeaks
A titkos kormányzati és diplomáciai dokumentumok kiszivárogtatásáról elhíresült Wikileaks portál kezdetben wiki-rendszerű oldalként működött. 2008-ban, illetve 2010-ben azonban hackertámadások, belső viták és koncepcionális változások miatt jelentősen átalakult az oldal irányelveit és technikai feltételeit tekintve, ma már (2011) - neve ellenére - nem wiki alapú és nem is szabadon szerkeszthető.

### Wikitravel
Nem része a Wikimédia Alapítványnak. Nyílt forrású útikönyveket hoz létre, amelyek az utazók számára gyorsan elérhető, biztos, naprakész információkat ad azokról az országokról, tájakról, helységekről stb., amelyekbe utazni kívánnak. Magyarul 2006 óta üzemel Wikitravel.

### Fandom
A Fandom – korábban Wikia – a Wikipédia alapjaira (MediaWiki) létrejött ingyenes oldal, ahol mindenki egy adott témáról egy teljes enciklopédiát hozhat létre, amiben csak az adott témáról van szó.

### Scratchpad
A Scratchpad a Wikia „irkafirka” wikije, tulajdonképpen egy nagy, sokrekeszes Homokozó.

### Wikipédia
A világhálón létező összes között a legnagyobb multinacionális és multidisziplináris soknyelvű egyetemes emberi enciklopédia.